# 2015 SEC Men's Basketball Tournament
Le Southeastern Conference Men's Basketball Tournament de 2015 est un tournoi de basketball masculin universitaire qui s'est tenu (comme chaque année) après la saison régulière de la conférence Sud Est. Il a eu lieu à la Bridgestone Arena à Nashville, dans le Tennessee, du 11 au 15 mars 2015.
Quatorze équipes de la conférence ont participé au tournoi, qui comportait cinq phases. Les équipes classées de cinq à dix étaient exemptées de premier tour, tandis que les quatre meilleures équipes étaient pour leur part exemptées des premier et second tours. L'ensemble des matchs a été diffusé par ESPN, et les trois premiers tours par SEC Network,.

## Classement
| Class. | Université        | Résultat en conférence | Résultat global | Départage*                               |
| --- | ----------------- | ---------------------- | --------------- | ---------------------------------------- |
| 1 | Kentucky‡†        | 18–0                   | 34–0            |                                          |
| 2 | Arkansas†         | 13–5                   | 26–8            |                                          |
| 3 | Georgia†          | 11–7                   | 21–11           | 3–1 vs. LSU, Texas A&M, and Ole Miss     |
| 4 | LSU†              | 11–7                   | 22–10           | 3–2 vs. Georgia, Texas A&M, and Ole Miss |
| 5 | Texas A&M#        | 11–7                   | 20–11           | 2–2 vs. Georgia, LSU, and Ole Miss       |
| 6 | Ole Miss#         | 11–7                   | 20–12           | 1–4 vs. Georgia, LSU, and Texas A&M      |
| 7 | Vanderbilt#       | 9–9                    | 19–13           |                                          |
| 8 | Florida#          | 8–10                   | 16–17           | 1–0 vs. Alabama                          |
| 9 | Alabama#          | 8–10                   | 18–14           | 0–1 vs. Florida                          |
| 10 | Tennessee#        | 7–11                   | 16–16           |                                          |
| 11 | South Carolina    | 6–12                   | 17–16           | 1–0 vs. Mississippi State                |
| 12 | Mississippi State | 6–12                   | 13–19           | 0–1 vs. South Carolina                   |
| 13 | Auburn            | 4–14                   | 15–20           |                                          |
| 14 | Missouri          | 3–15                   | 9–23            |                                          |
| * – Les équipes à égalité durant la conférence sont départagées en fonction du résultat des matchs ayant eu lieu entre chacune d'entre elles ‡ – Champion de la saison régulière SEC et donc 1er au classement. † – Équipe exemptée de premier et second tours. # – Équipe exemptée de premier tour. Les résultats globaux incluent tous les matchs joués durant le tournoi SEC. |                   |                        |                 |                                          |